# SS Maceratese 1922
SS Maceratese – włoski klub piłkarski, mający swoją siedzibę w mieście Macerata, w środku kraju.

## Historia
Chronologia nazw:
- 1922: Unione Calcistica Maceratese – po fuzji Macerata FC, Helvia Recina, Virtus Macerata i Robur Macerata
- 1927: Società Sportiva Macerata
- 1932: Fascista Gruppo Calcistica Macerata
- 1933: klub rozwiązano
- 1935: Associazione Calcio Macerata
- 1945: Società Sportiva Maceratese
- 1989: klub rozwiązano
- 1989: Società Sportiva Maceratese 1989
- 1991: Associazione Calcio Nuova Maceratese s.r.l. – po fuzji z Associazione Sportiva Macerata Calcio
- 2002: Associazione Calcio Maceratese S.r.l.
- 2009: klub rozwiązano
- 2009: Fulgor Maceratese 1922 S.r.l.
- 2010: Società Sportiva Maceratese
- 2017: klub rozwiązano
- 2018: Associazione Calcistica Dilettantistica HR Maceratese – po reorganizacji Helvia Recina 1975
- 2019: Associazione Calcistica Dilettantistica Società Sportiva Maceratese 1922

Klub piłkarski UC Maceratese został założony w Maceracie w 1922 roku w wyniku połączenia czterech miejskich klubów – Macerata FC, Helvia Recina, Virtus Macerata i Robur Macerata (w grudniu 1921 Macerata FC, Helvia Recina i Virtus Macerata występowały w grupie A marchigiana Prima Divisione). W sezonie 1922/23 startował w Lega Sud Seconda Divisione, gdzie zwyciężył w grupie Marchigiano, ale zrezygnował z możliwości awansu do Prima Divisione. W następnym sezonie 1923/24 zajął 3.miejsce w grupie Marchigiano Lega Sud Seconda Divisione, ale potem nie przystąpił do następnych mistrzostw w związku z poważnymi problemami finansowymi i pozostał przez rok nieaktywny.
W sezonie 1925/26 zastąpił klub Vigor Senigallia, który zrezygnował z promocji, i startował w Prima Divisione Sud, gdzie po zajęciu drugiego miejsca w grupie marchigiana, awansował do półfinałów. Ale tam już zajął ostatnie 5.miejsce w grupie B.
W 1926 nastąpiła reforma systemu lig włoskiej piłki nożnej – wprowadzono najwyższą klasę zwaną Divisione Nazionale, ale klub nie otrzymał miejsca w klasie elitarnej i nie przystąpił do rozgrywek o mistrzostwo Włoch.
W 1927 klub powrócił do rozgrywek jako SS Macerata. W sezonie 1927/28 zajął 4.miejsce w grupie B Terza Divisione Marche, ale tak jak zwycięzca regionu Tolentino Calcio zrezygnował z promocji, klub zajął jego miejsce w Campionato Meridionale. W sezonie 1928/29 zajął 4.miejsce w grupie B Campionato Meridionale, jednak po rezygnacji z awansu FS Rosetano otrzymał miejsce w nowo utworzonej Prima Divisione. W sezonie 1931/32 klub startował w grupie E Prima Divisione, ale zrezygnował po 9.kolejce.
W 1932 klub zmienił nazwę na FGC Macerata i startował w sezonie 1932/33 w Terza Divisione Marche, gdzie był drugi w grupie B i awansował do Seconda Divisione Marche. W następnym sezonie zespół został przydzielony do Direttorio IX Zona (Marche) Seconda Divisione, jednak przed rozpoczęciem mistrzostw wycofał się z rozgrywek i został rozwiązany.
W 1935 klub został reaktywowany jako AC Macerata i startował w sezonie 1935/36 w Direttorio IX Zona Prima Divisione, gdzie był drugi i zdobył promocję do Serie C. W 1939 zwyciężył w grupie F, ale w finale nie zdołał uzyskać awansu do Serie B, który udało się zdobyć w następnym sezonie 1939/40, w którym po wygraniu grupy F zajął drugie miejsce w grupie B finałowej i został promowany do Serie B. W sezonie 1940/41 zakończył rozgrywki na 17.pozycji i spadł z powrotem do Serie C. W sezonie 1941/42 zajął 9.miejsce w grupie F, a w 1942/43 7.miejsce w grupie H Serie C. Ale z powodu II wojny światowej mistrzostwa zostały zawieszone.
Po wznowieniu mistrzostw w 1945 klub zmienił nazwę na SS Maceratese. W sezonie 1945/46 zajął 9.miejsce w grupie B Serie C (Lega Nazionale Alta Italia). W 1947 i 1948 wygrywał grupę, ale w finale nie zdołał uzyskać awansu do Serie B. W sezonie 1951/52 zajął ostatnie 18.miejsce w grupie C Serie C i po kolejnej reorganizacji systemu lig został zdegradowany do Serie IV. W 1953 spadł do Promozione, a w 1955 do Prima Divisione, ale po roku wrócił do Promozione. W 1958 awansował do Campionato Interregionale, a w 1959 do Serie C. Jednak nie utrzymał się w trzeciej klasie rozgrywek w 1960 spadł do Serie D. W 1963 ponownie zdobył promocję do Serie C. Sezon 1969/70 znów spędził w Serie D, ale wrócił do Serie C. W 1973 po raz kolejny spadł do Serie D. W sezonie 1979/80 zwyciężył w grupie C Serie D i zakwalifikował się do Serie C2. W 1987 spadł do Interregionale, w 1988 do Promozione, a w 1989 do Prima Categoria. W sezonie 1989/90 klub nie przystąpił do rozgrywek i został skreślony z listy F.I.G.C.
Latem 1989 powstał nowy klub piłkarski SS Maceratese 1989, który dołączył do regionalnej Terza Categoria. W sezonie 1989/90 zdobył awans do Seconda Categoria, a w następnym sezonie 1990/91 do Prima Categoria. Latem 1991 klub po połączeniu z A.S. Macerata Calcio, który zdobył awans do Eccellenza Marche, zmienił nazwę na Associazione Calcio Nuova Maceratese s.r.l. i zajął jego miejsce w lidze. W sezonie 1991/92 zwyciężył w Eccellenza Marche i otrzymał promocję do Campionato Nazionale Dilettanti. W następnym 1993 zespół awansował do Serie C2, ale w 1995 znów spadł do rozgrywek amatorskich. Po roku wrócił do Serie C2. W 2001 został zdegradowany do Serie D (w 1999 po kolejnej reorganizacji systemu lig Campionato Nazionale Dilettanti został przemianowany na Serie D). W 2002 zmienił nazwę na Associazione Calcio Maceratese S.r.l. W 2004 klub spadł na rok do Eccellenza. W sezonie 2008/09 zajął 17.miejsce w grupie F Serie D i został degradowany znów do Eccellenza, po czym został rozwiązany.
Latem 2009 powstał klub Fulgor Maceratese 1922 S.r.l., który wykupił od poprzednika jego miejsce w lidze. W sezonie 2009/10 startował w Eccellenza Marche. W 2011 przyjął nazwę SS Maceratese. W sezonie 2011/12 zwyciężył w Eccellenza Marche i awansował do Serie D. W sezonie 2014/15 zajął pierwsze miejsce w grupie F i awansował do Lega Pro, która w 2017 zmieniła nazwę na Serie C. Po zakończeniu sezonu 2016/17 klub został wykluczony z Serie C z powodu bankructwa, po czym został rozwiązany.
Latem 2018 Helvia Recina 1975 zmienił nazwę na ACD HR Maceratese, przejmując barwy i herb oraz kontynuując tradycję historycznego klubu Maceratese, startując w Promozione Marche (D6). W 2019 przyjął nazwę ACD SS Maceratese 1922.

## Sukcesy

### Trofea międzynarodowe
Nie uczestniczył w rozgrywkach europejskich (stan na 31-05-2017).

### Trofea krajowe
| \| \| Zdobyte trofea w rozgrywkach Włoch (stan na: 31-05-2017) \| |                                                          |      |                                      |
| Rozgrywki                                                         | Osiągnięcie                                              | Razy | Sezon(y)                             |
| · Mistrzostwo                                                     | I miejsce                                                | 0    |                                      |
| · Mistrzostwo                                                     | II miejsce                                               | 0    |                                      |
| · Mistrzostwo                                                     | III miejsce                                              | 0    |                                      |
| · Mistrzostwo                                                     | 5.miejsce                                                | 1    | 1925/26 (grupa B półfinał Lega Sud)  |
| · Puchar                                                          | zdobywca                                                 | 0    |                                      |
| · Puchar                                                          | finalista                                                | 0    |                                      |
| · Puchar                                                          | 1/8 finału                                               | 1    | 1939/40                              |
| II liga                                                           | I miejsce                                                | 0    |                                      |
| II liga                                                           | II miejsce                                               | 0    |                                      |
| II liga                                                           | III miejsce                                              | 0    |                                      |
| II liga                                                           | 1.miejsce                                                | 1    | 1922/23 (grupa Marchigiano Lega Sud) |
| Włochy                                                            | Zdobyte trofea w rozgrywkach Włoch (stan na: 31-05-2017) |      |                                      |

## Stadion
Klub rozgrywa swoje mecze domowe na Stadio Helvia Recina w Maceracie, który może pomieścić 4315 widzów. Do 1964 występował na boisku Stadio della Vittoria.

## Inne
- Ascoli Picchio FC 1898
- US Ancona 1905
- Fermana FC
- SS Sambenedettese
- Vigor Senigallia